# La boda (canción)
«La Boda» es el tercer sencillo del álbum God's Project del grupo de bachata Aventura. La cual alcanzó el número 6 en el Billboard.

## Video musical
El video musical de «La Boda» comienza con Anthony y Lenny viendo las noticias cuando se demuestra que la exnovia de Anthony se está casando. 
Salen a impedir la boda mientras se muestran imágenes del pasado de Anthony y la exnovia.